# 38e parallèle sud
Pour les articles homonymes, voir 38e parallèle.
En géographie, le 38e parallèle sud est le parallèle joignant les points de la surface de la Terre dont la latitude est égale à 38° sud.

## Géographie

### Dimensions
Dans le système géodésique WGS 84, au niveau de 38° de latitude sud, un degré de longitude équivaut à 87,831 km ; la longueur totale du parallèle est donc de 31 620 km, soit environ 79 % de celle de l'équateur. Il en est distant de 4 207 km et du pôle Sud de 5 794 km,.

### Régions traversées
Le 38e parallèle sud passe au-dessus des océans sur environ 93 % de sa longueur. Il traverse l'Argentine, l'Australie, le Chili et la Nouvelle-Zélande.
Le tableau ci-dessous résume les différentes zones traversées par le parallèle, d'ouest en est :
| Zone                           | Début                 | Fin                   | Longueur (km) |
| ------------------------------ | --------------------- | --------------------- | ------------- |
| Océans Atlantique et Indien    | 38° 00′ S, 57° 32′ O  | 38° 00′ S, 140° 32′ E | 17 397        |
| Australie                      | 38° 00′ S, 140° 32′ E | 38° 00′ S, 147° 42′ E | 629           |
| Océan Pacifique                | 38° 00′ S, 147° 42′ E | 38° 00′ S, 174° 49′ E | 2 382         |
| Île du Nord (Nouvelle-Zélande) | 38° 00′ S, 174° 49′ E | 38° 00′ S, 178° 21′ E | 310           |
| Océan Pacifique                | 38° 00′ S, 178° 21′ E | 38° 00′ S, 73° 29′ O  | 9 500         |
| Amérique du Sud                | 38° 00′ S, 73° 29′ O  | 38° 00′ S, 57° 32′ O  | 1 401         |

## Villes
Les principales villes situées à moins d'un demi-degré de part et d'autre du parallèle sont :
- Argentine : Mar del Plata
- Australie : Melbourne
- Nouvelle-Zélande : Hamilton, Tauranga